# Гусарка (Запорожская область)
Гуса́рка (укр. Гусарка) — село,
Гусарковский сельский совет,
Бильмакский район,
Запорожская область,
Украина.
Код КОАТУУ — 2322782701. Население по переписи 2001 года составляло 1207 человек.
Является административным центром Гусарковского сельского совета, в который, кроме того, входит село
Дружное.

## Географическое положение
Село Гусарка находится в 1,5 км от правого берега реки Сухая Конка, недалеко от её истоков,
ниже по течению на расстоянии в 6 км расположено село Конские Раздоры (Пологовский район).
По селу протекает пересыхающий ручей с запрудой.
Рядом проходят автомобильная дорога Т-0803 и
железная дорога, станция Красный Восток в 3-х км.

## История
- Село Гусарка основано в 1807—1812 годах переселенцами из Смоленской губернии. До этого, в конце XVIII века, здесь был постой гусарского полка (возле бывшей Кирилловской крепости Днепровской линии).

## Экономика
- «Алоинс Агро», ООО.

## Объекты социальной сферы
- Школа.
- Детский сад.
- Дом культуры.
- Фельдшерско-акушерский пункт.
- Гусарский краеведческий музей.

## Достопримечательности
- Братская могила советских воинов.
- Памятник члену Военного совета Южного фронта генерал-лейтенанту К. А. Гурову.